# Yuvila
Yuvila är en ort i Mexiko.   Den ligger i kommunen Santa Catarina Ixtepeji och delstaten Oaxaca, i den sydöstra delen av landet, 400 km sydost om huvudstaden Mexico City. Yuvila ligger 2 525 meter över havet och antalet invånare är 320.
Terrängen runt Yuvila är huvudsakligen kuperad, men åt sydväst är den bergig. Runt Yuvila är det glesbefolkat, med 10 invånare per kvadratkilometer. Närmaste större samhälle är San Pablo Etla, 19,0 km väster om Yuvila. I omgivningarna runt Yuvila växer i huvudsak blandskog.